# Новобельмановка
Новобельмановка — село в Хорольском районе Приморского края России.
Село Новобельмановка стоит на автодороге Хороль — Лучки, расстояние до районного центра (на северо-запад) около 10 км.

## История
Село основано переселенцами с Украины в 1898 году. Переселенцы получили назначение в уже существующее селение Бильманка, основанное в 1897 году переселенцами из с. Алексеевка Екатеринославской губернии и впоследствии получившее название Старая Бильманка (ныне - Старобельмановка), но поселились на расстоянии 4 верст от этого села. Последующие переселенцы (кроме переселенцев из Екатеринославской губернии) селились уже на новом месте.  Обе части селения, территориально разделённые речкой и болотистой местностью, входили в одно сельское общество - Бильманское, Бельмановское. На карте вплоть до 1923 года было обозначено одно село - Бильманка, позже  Бельмановка. Думой Хорольского муниципального округа было принято Решение № 124 от 24 октября 2019 года о том, чтобы считать датой основания села Новобельмановка 1898 год.

## Население
| 2002 | 2008 | 2010 |
| ---- | ---- | ---- |
| 466  | ↘418 | ↘364 |

## Улицы
- Ленина ул.
- Молодёжная ул.
- Октябрьская ул.
- Садовая ул.
- Центральная ул.